# إدوارد برستون
إدوارد برستون (بالإنجليزية: Edward Preston)‏ هو محامي وقاضي أمريكي، ولد في 1831، وتوفي في 1890.